# Jonica-vasútvonal
A Jonica-vasútvonal egy 472 km hosszú, normál nyomtávolságú vasútvonal Olaszországban, Taranto és Reggio Calabria között. Puglia, Basilicata és Calabria régiókat érinti, nagyrészt a Jón-tenger partján halad. A vonal 1989. november 13.-a óta Taranto–Sibari és Melito Porto Salvo–Reggio Calabria között 3000 V egyenárammal villamosított.

## Története
A vasútvonalat több részletben adták át 1866 és 1879 között:
| Útvonal                    | Megnyitás dátuma    |
| -------------------------- | ------------------- |
| Reggio Calabria–Lazzaro    | 1866. június 3.     |
| Lazzaro–Bianco             | 1868. október 1.    |
| Taranto–Marconia           | 1869. február 28.   |
| Marconia–Trebisacce        | 1869. augusztus 18. |
| Trebisacce–Rossano         | 1870. március 6.    |
| Rossano–Cariati            | 1870. június 16.    |
| Bianco–Roccella Jonica     | 1871. február 1.    |
| Cariati–Crotone            | 1874. június 1.     |
| Catanzaro Lido–Monasterace | 1875. május 20.     |
| Crotone–Catanzaro Lido     | 1875. november 15.  |

## Képgaléria

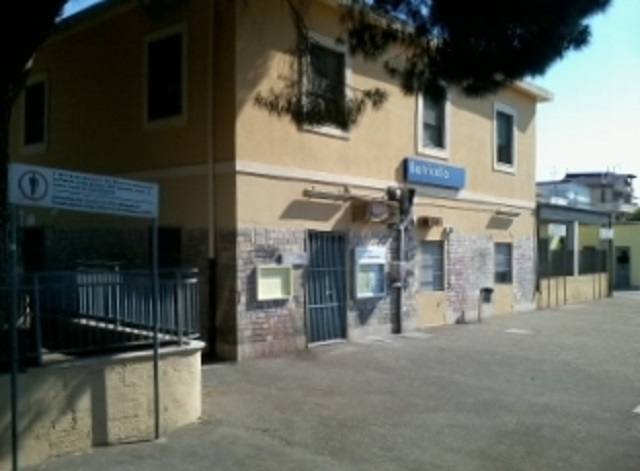
Stazione di Botricello
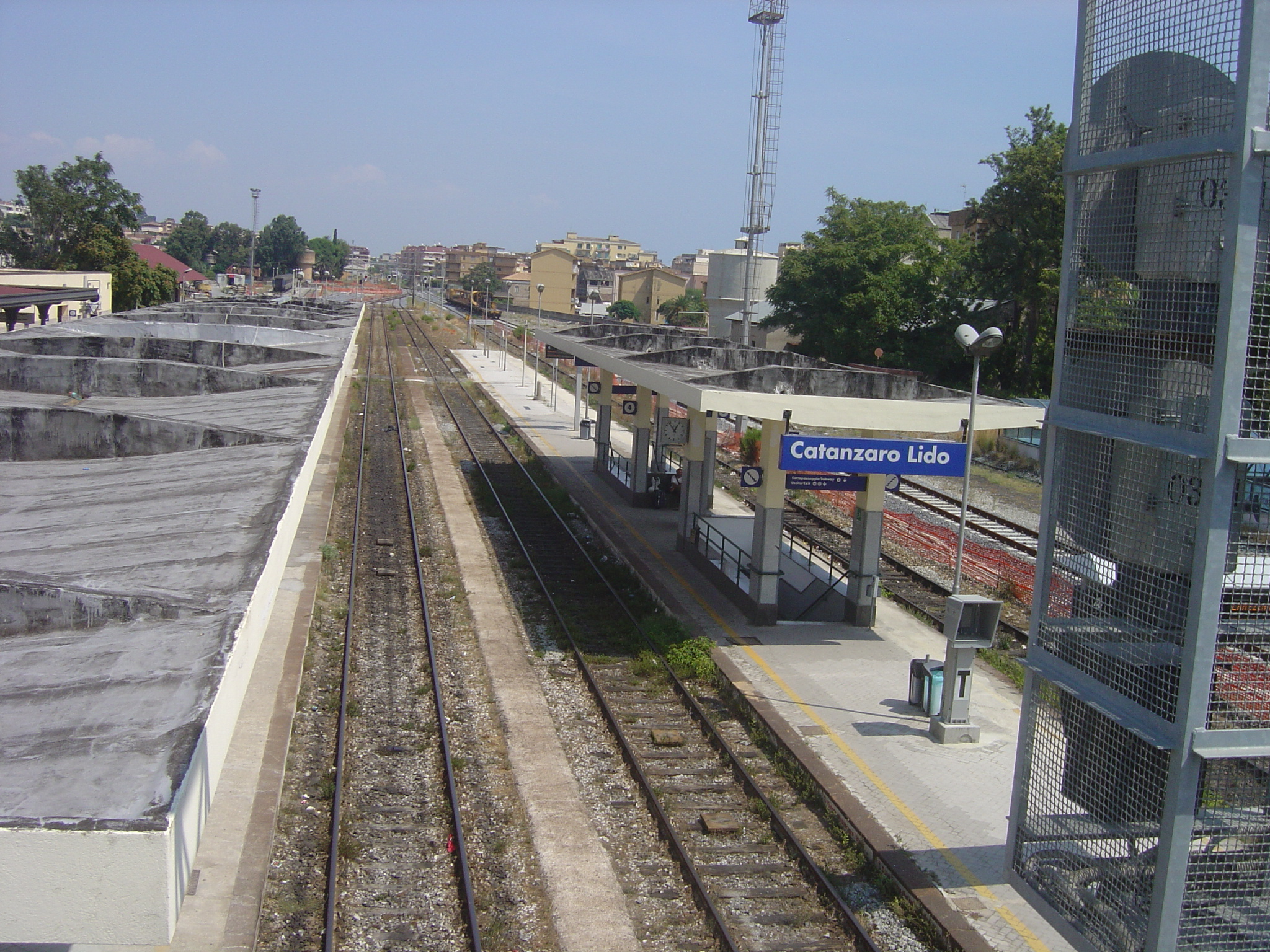
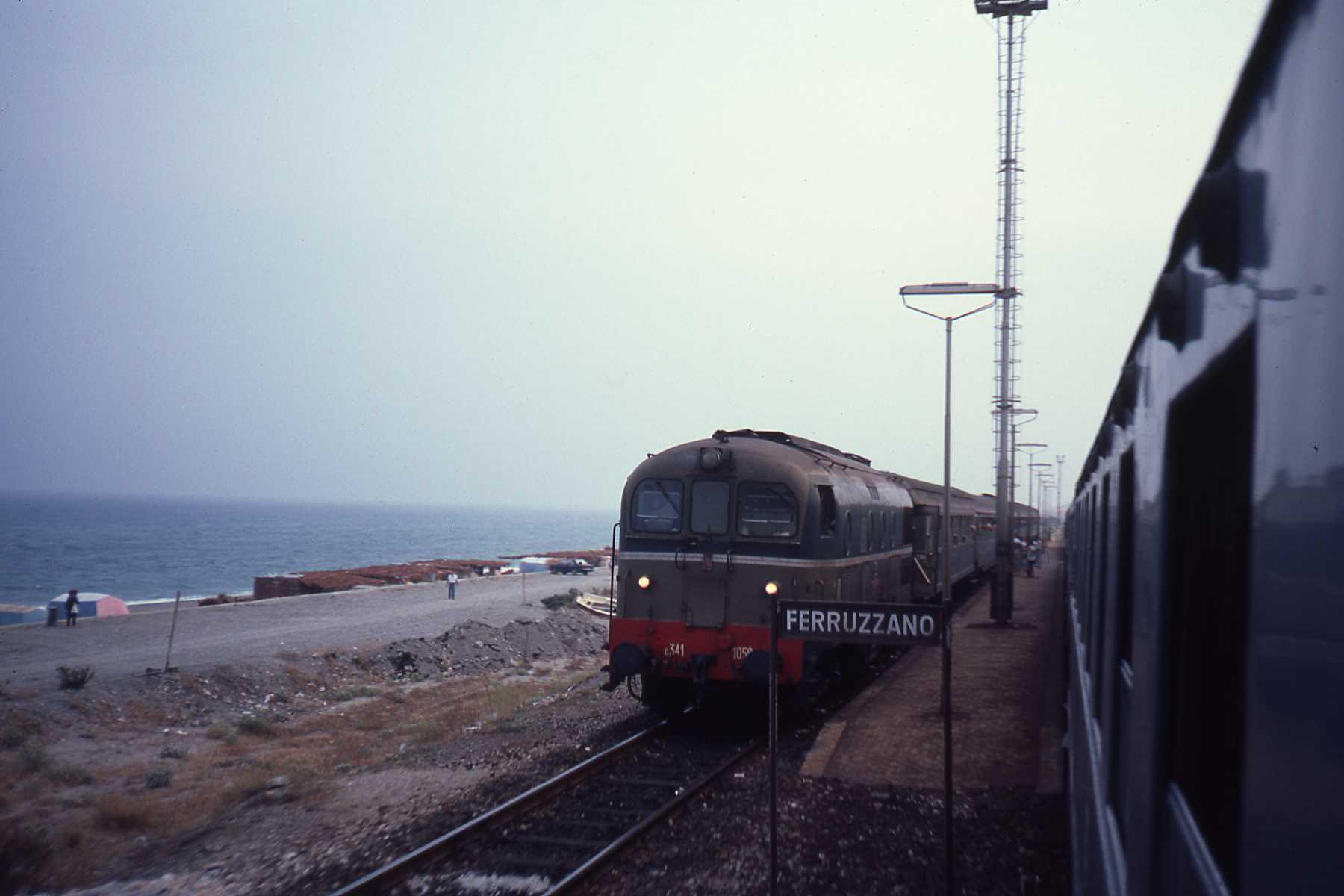
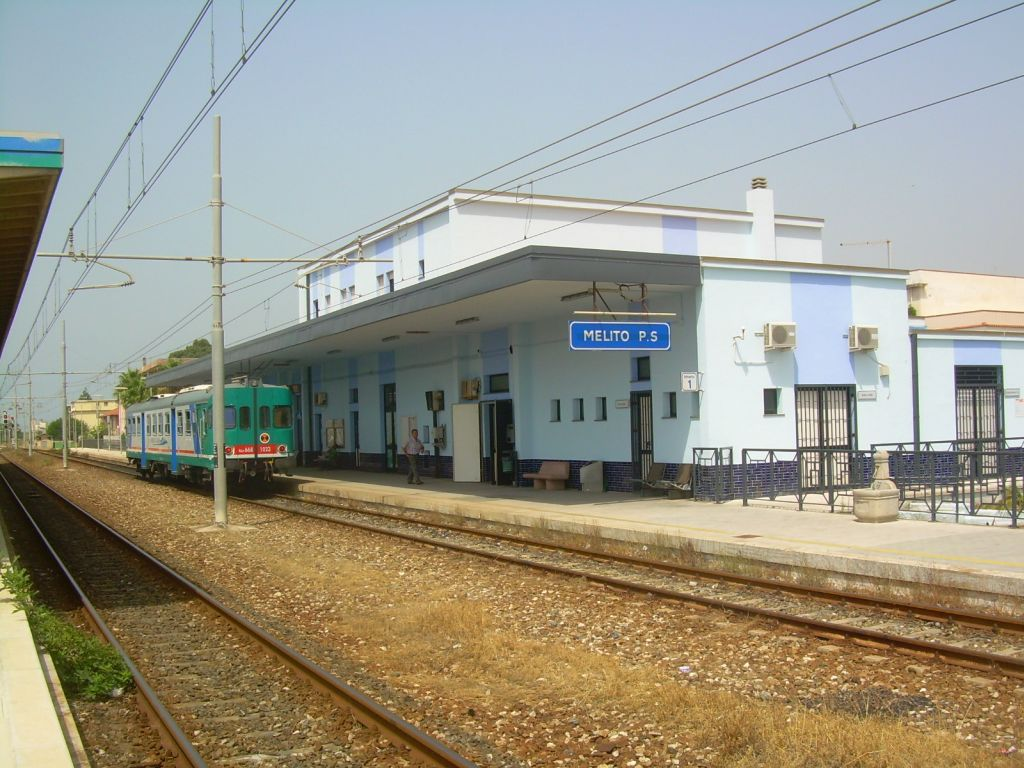
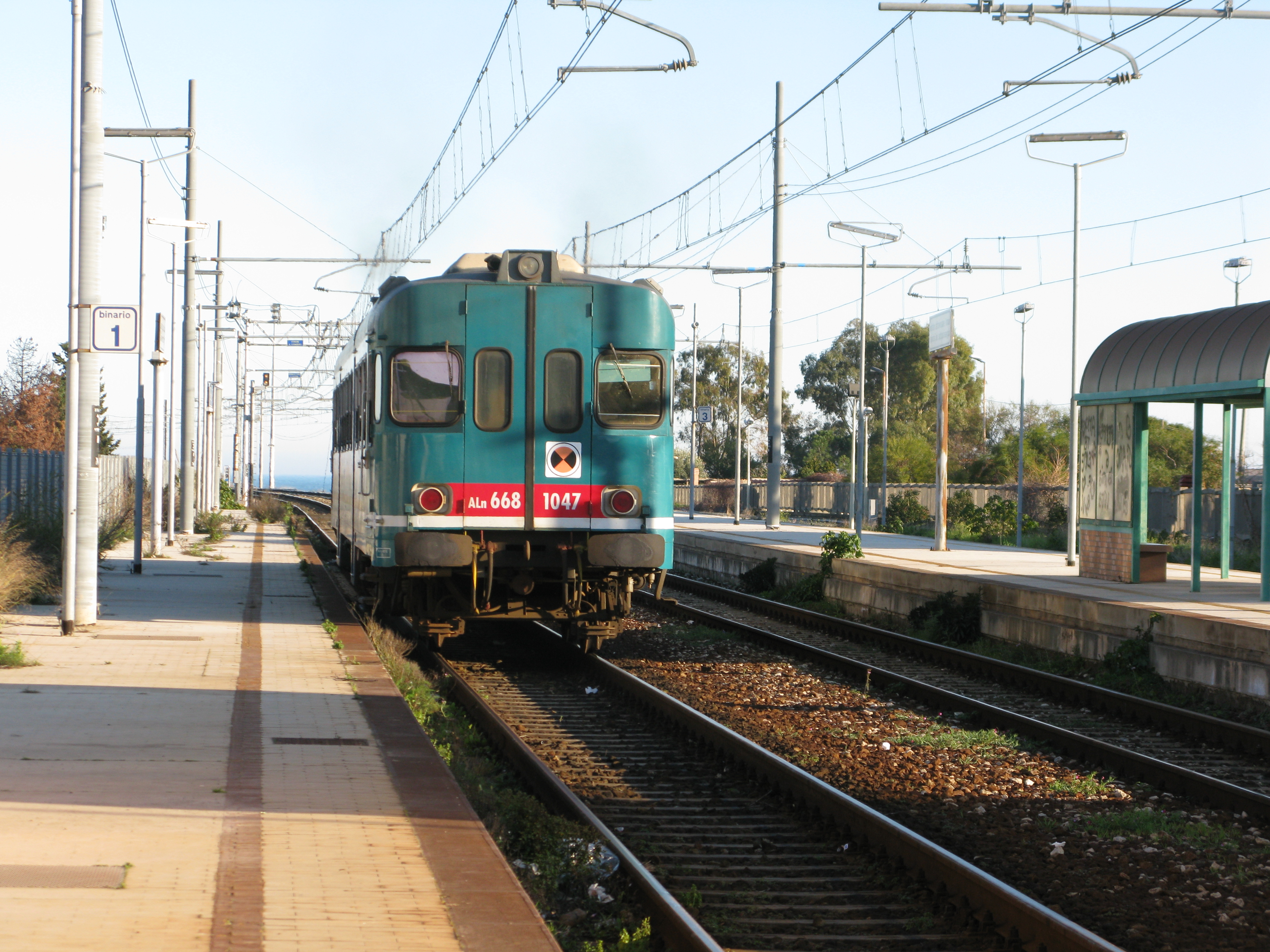
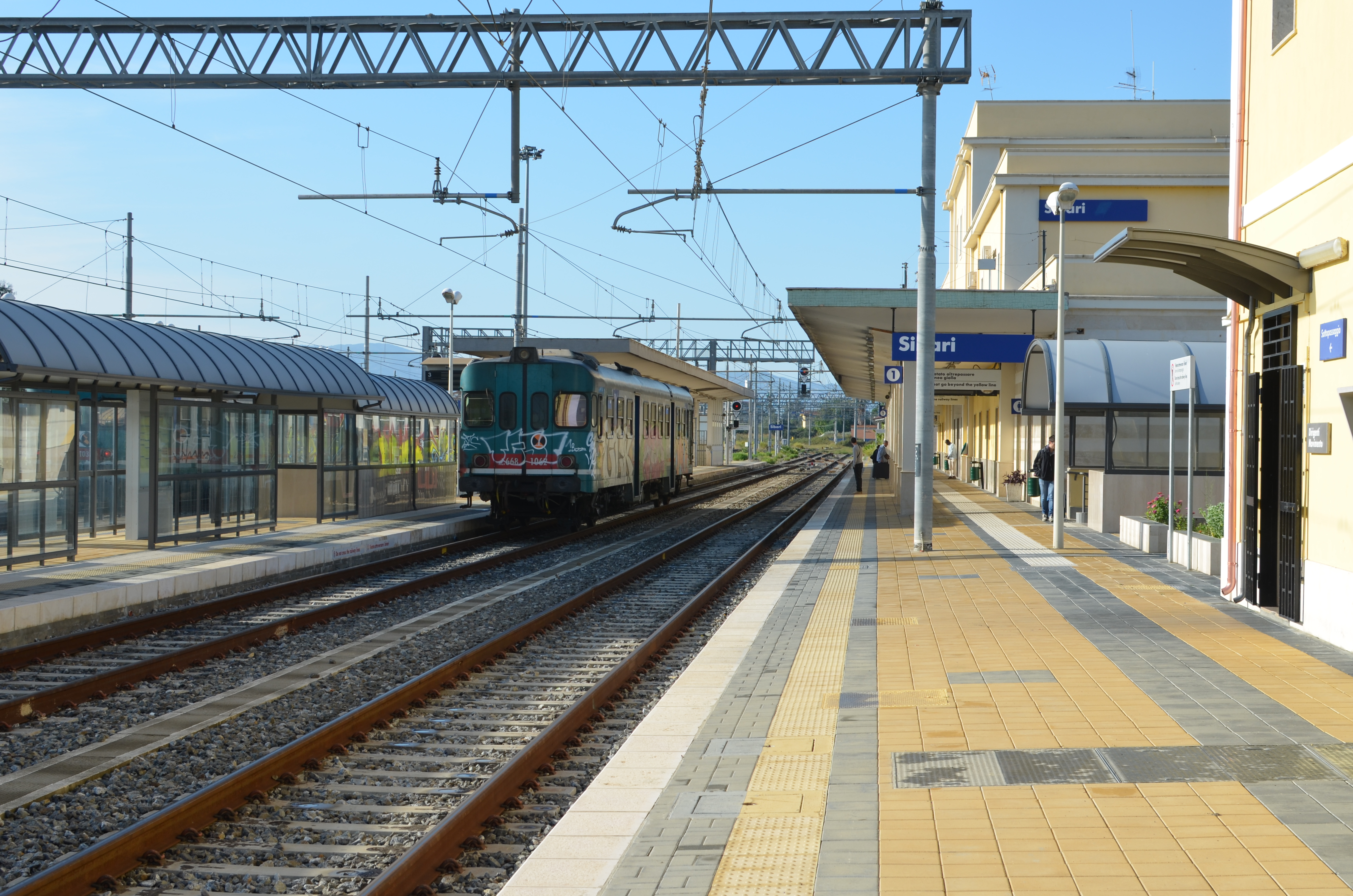